# بابک اسکندری
بابک اسکندری چهره‌پرداز ایرانی می‌باشد. وی فعالیت هنری خود را با مأموریت (فیلم ۱۳۶۵) آغاز کرد.

## بازیگر
- دلشدگان (۱۳۷۰)
- مأموریت (فیلم ۱۳۶۵)

## طراح چهره پردازی
- پیر پسر (۱۴۰۰)
- کامیون (۱۳۹۶)
- بن‌بست وثوق (۱۳۹۵)
- چک (۱۳۹۰)
- زن‌ها شگفت‌انگیزند (۱۳۸۹)
- سیزده ۵۹ (۱۳۸۹)

## چهره پرداز
- زنان ونوسی، مردان مریخی (۱۳۸۹)
- آشپزباشی (۱۳۸۸)
- راز دشت تاران (۱۳۸۸)
- دل‌شکسته (فیلم) (۱۳۸۷)
- دیوار (فیلم ۱۳۸۶)
- راننده تاکسی (فیلم ۱۳۸۵) (۱۳۸۵)
- زیر تیغ (۱۳۸۵)
- زمستان است (فیلم) (۱۳۸۴)
- ازدواج صورتی (۱۳۸۳)
- غروب شد بیا (۱۳۸۳)
- شاه خاموش (۱۳۸۲)
- آب و آتش (۱۳۷۹)
- خاکستری (فیلم ۱۳۷۹)
- هیوا (۱۳۷۷)
- امام علی (مجموعه تلویزیونی) (۱۳۷۵)

## با تشکر از
- ساحره (فیلم ۱۳۷۶) (۱۳۷۶)

## جوایز
- نامزد تندیس زرین بهترین چهره‌پردازی سی و ششمین دوره جشنواره فیلم فجر